# Bufo bankorensis
Bufo bankorensis är en groddjursart som beskrevs av Barbour 1908. Bufo bankorensis ingår i släktet Bufo och familjen paddor. IUCN kategoriserar arten globalt som livskraftig. Inga underarter finns listade.